# Le Client (film, 1994)
Pour les articles homonymes, voir Le Client.
Pour plus de détails, voir Fiche technique et Distribution.
Le Client (The Client) est un film américain réalisé par Joel Schumacher, sorti en 1994. Il est adapté du roman du même nom de John Grisham, publié un an plus tôt.
Le film est bien accueilli par la critique et connait un bon succès commercial. Susan Sarandon sera par ailleurs nommée à l'Oscar de la meilleure actrice en 1995.

## Synopsis
Mark Sway (Brad Renfro), 11 ans, est témoin avec son petit frère Ricky du suicide d'un avocat véreux, Jerome « Romey » Clifford. Ce dernier se confesse auprès du jeune garçon juste avant de mourir, au sujet de la cachette où est enfoui le corps du sénateur Boyette, discrètement assassiné par Barry « Le Boucher » Muldano (Anthony LaPaglia), neveu du caïd Johnny Sulari (Ron Dean (en)). L'avocat craignait pour sa vie car Barry voulait le tuer. Mark est dès lors courtisé à la fois par la police et traqué par les mafiosi. Il refuse de parler mais, conscient du danger qu'il court, il décide d'engager une avocate, Regina « Reggie » Love (Susan Sarandon). Celle-ci accepte de le défendre pour un dollar symbolique. Médiatisée, l'affaire est récupérée par le procureur général Roy Foltrigg « le révérend » (Tommy Lee Jones) surnommé ainsi pour sa tendance à placer des citations bibliques dans ses plaidoiries.

## Fiche technique
Sauf indication contraire, les informations mentionnées dans cette section peuvent être confirmées par la base de données cinématographiques IMDb,  présente dans la section « Liens externes ».
- Titre francophone : Le Client
- Titre original : The Client
- Réalisation : Joel Schumacher
- Scénario : Akiva Goldsman et Robert Getchell, d'après le roman Le Client de John Grisham
- Musique : Howard Shore
- Photographie : Tony Pierce-Roberts
- Montage : Robert Brown (de)
- Décors : Bruno Rubeo
- Costumes : Ingrid Ferrin
- Production : Guy Ferland, Mary McLaglen, Arnon Milchan et Steven Reuther
- Sociétés de production : Warner Bros., Regency Enterprises et Alcor Films
- Distribution : Warner Bros.
- Budget : 41 millions de dollars[1]
- Pays de production :  États-Unis
- Format : Couleurs - 2,35:1 - Dolby Surround - 35 mm
- Genre : drame juridique, thriller
- Durée : 119 minutes
- Dates de sortie[2] : 
  - États-Unis : 20 juillet 1994
  - France : 7 décembre 1994

## Distribution
- Brad Renfro (VF : Boris Roatta) : Mark Sway
- Susan Sarandon (VF : Béatrice Delfe ; VQ : Claudine Chatel) : Regina « Reggie » Love, avocate de Mark
- Tommy Lee Jones (VF : Claude Giraud ; VQ : Éric Gaudry) : le procureur général Roy Foltrigg « le révérend »
- Mary-Louise Parker (VF : Karin Viard ; VQ : Marie-Andrée Corneille) : Dianne Sway, mère de Mark
- Anthony LaPaglia (VF : Michel Didym ; VQ : Pierre Auger) : Barry « Le Boucher » Muldanno
- J. T. Walsh (VF : Sady Rebbot) : le procureur de district Jason McThune
- Anthony Edwards (VF : Gérard Darier) : Clint Von Hooser
- Will Patton (VF : Éric Legrand) : le sergent Hardy
- Bradley Whitford (VF : Vincent Violette) : Thomas Fink
- Anthony Heald (VF : Jean-Pierre Leroux) : Larry Trumann
- Kim Coates (VF : Bernard-Pierre Donnadieu) : Paul Gronke
- Kimberly Scott (VF : Marie-Christine Darah) : Doreen
- William H. Macy (VF : Bernard Alane) : le docteur Greenway
- Ossie Davis (VF : Benoît Allemane) : le juge Harry Roosevelt
- William Sanderson : l'agent Wally Boxx
- William Richert (VF : Pascal Renwick) : Harry « Mac » Bono
- Dan Castellaneta : « Slick » Moeller
- John Diehl (VF : Féodor Atkine) : Jack Nance
- Macon McCalman : Ballatine
- Micole Mercurio (en) : Momma Love, mère de Reggie
- Walter Olkewicz (en) (VF : Jean-Claude Sachot) : Jerome « Romey » Clifford, avocat de Barry Muldanno
- Jo Harvey Allen (en) (VF : Catherine Arditi) : Claudette
- Ron Dean (en) (VF : Claude Brosset) : Johnny Sulari
- David Speck : Ricky Sway, frère cadet de Mark

## Production

### Attribution des rôles
De nombreux jeunes acteurs seront auditionnés pour le rôle de Mark, dont Macaulay Culkin. John Grisham, l’auteur du roman, voulait un acteur inconnu et pas estampillé Hollywood. C'est donc le débutant Brad Renfro qui est choisi. Il décèdera en 2008 à l'âge de 25 ans. Côté doublage français Boris Roatta et Sady Rebbot effectuent leur dernier travail car ils meurent respectivement en août et octobre 1994, soit quelques mois avant la sortie du film.
Anthony Edwards y joue le rôle de l'assistant de Regina Love, juste avant son rôle célèbre de Mark Green dans la série Urgences.

### Tournage
Le tournage se déroule de juillet à octobre 1993 à Clinton, Memphis et à La Nouvelle-Orléans.

## Musique
- Heartbreak Hotel par Steve Tyrell.
- St. Louis Blues par Preservation Hall Jazz Band of New Orleans.
- Bourbon Street Parade par Jimmy Maxwell and his Orchestra.
- She Said par Tri-Samual Soul Champs.

### Bande originale
La musique du film est composée par Howard Shore.
Liste des titres
1. The Client - 1:35
2. Romey's Suicide - 8:32
3. Have You Told Me Everything? - 2:32
4. Reggie's Theme - 1:57
5. Barry the Blade - 3:50
6. I'll Take the Fifth - 2:04
7. Unfit - 2:25
8. Kill Them All - 1:33
9. Jailbird - 1:23
10. Morgue - 4:53
11. I Know Where the Body's Buried - 3:37
12. The Boathouse - 8:52
13. Leaving Memphis - 0:53
14. Bye Reggie - 1:27
15. The Flight to Phoenix - 1:47
16. The End - 3:39

## Accueil

### Critique
Le film reçoit des critiques globalement positives. Sur l'agrégateur américain Rotten Tomatoes, il récolte 78% d'opinions favorables pour 36 critiques et une note moyenne de 6⁄10. Sur Metacritic, il obtient une note moyenne de 65⁄100 pour 18 critiques.

### Box-office
Le film connait un bon succès commercial. Il est notamment le 13e meilleur film au box-office 1994 au Canada et aux États-Unis.
| Pays ou région    | Box-office      | Date d'arrêt du box-office | Nombre de semaines |
| ----------------- | --------------- | -------------------------- | ------------------ |
| États-Unis Canada | 92 115 211 $    | 22 septembre 1994          | 9                  |
| France            | 342 170 entrées | -                          | -                  |
| Total mondial     | 117 589 139 $   | -                          | -                  |

## Distinctions
- Nomination à l'Oscar de la meilleure actrice pour Susan Sarandon lors des Oscars 1995.
- Prix de la meilleure actrice pour Susan Sarandon, lors des BAFA Awards 1995.
- Nomination au prix de la meilleure actrice dans un film à suspense pour Susan Sarandon, lors des Blockbuster Entertainment Awards en 1995.
- Nomination au Screen Actors Guild Award de la meilleure actrice pour Susan Sarandon en 1995.
- Young Artist Award du meilleur jeune acteur dans un long métrage pour Brad Renfro en 1995.

## Série télévisée
Une série télévisée dérivée du film, Le Client, est diffusée en 1995. Ossie Davis y reprend son rôle du Juge Harry Roosevelt, alors que le rôle de Susan Sarandon est repris par JoBeth Williams. Elle ne connait qu'une seule saison de 22 épisodes.